# Dogcow
Il Dogcow, o Muccane è un'immagine bitmap di proprietà di Apple Inc.. Ha la sagoma di un cane (Dog) ma ha le macchie come una mucca (Cow). Originariamente venne creato nel 1983 da Susan Kare, fa parte del font Cairo ed è memorizzato al posto della 'z'.
L'immagine del dogcow inizialmente venne utilizzata dal sistema operativo dell'Apple per mostrare l'orientamento e il colore delle pagine da stampare, era mostrata nel pannello di configurazione della stampante. Fu variamente utilizzata nel sistema operativo, anche come immagine in movimento (in genere di profilo, rotante sull'asse trasversale) come segnale di attesa, in maniera analoga all'orologio o alla  clessidra in uso sui sistemi Microsoft . Apple decise di rimuovere l'immagine nel sistema operativo macOS e questo produsse le accese proteste di molti utenti che erano affezionati al dogcow. Il verso del dogcow non è "mooo" (come una mucca) ne "woof" (come un cane), il suo verso è "Moof"  ( o "fooM").
È la mascotte dell'Apple WWDTS (Worldwide Developer Tech Support group). L'originale dogcow si chiamava Clarus, nome inventato dai dipendenti dell'Apple.
Microsoft usa una variante del dogcow nel suo programma di presentazione PowerPoint.

## Brani del Technote 31
Il Technote 31 Archiviato il 12 ottobre 2004 in Internet Archive. è diventato leggendario per la sua descrizione del dogcow.
- There is a life-size picture of a dogcow conveniently located in the Finder. Look under "Page Setup..." Now look under "Options." Walla [sic], there is the dogcow in all it's raging glory. Like any talented dog, it can do flips. Like any talented cow, it can do precision bitmap alignment.
- Somewhere along the line I baptized the dogcow "Clarus." Of course she's a female, as are all cows; males would be referred to as dogbulls, but none exist because there are already bulldogs, and God doesn't like to have naming problems.  (from History of the Dogcow, part II)

## Avvenimenti
- A metà degli anni novanta, Apple fa costruire l'icona di Clarus e la fa installare nel giardino Icon Garden, situato davanti al palazzo dove si trova il settore ricerca & sviluppo. È disponibile anche un filmato QuickTime Player VR  Icon Garden.
- Attualmente Apple ha registrato l'immagine del "dogcow" e il suono "moof", ma sorprendentemente non il nome "Clarus".
- Voci affermano che gli sviluppatori utilizzino il logo del dogcow per segnalare quando alcune parti del progetto che stanno realizzando sono in sviluppo o comunque da completare.
- Il Technote 31 Archiviato il 12 ottobre 2004 in Internet Archive. che descrive Clarus era nato quasi per scherzo. Ma in numerosi Technote successivi molti sviluppatori Apple ringraziano Clarus, usano il suo nome nel codice o inseriscono il suono del "moof" nelle applicazioni. È stato distribuito un altro Technote che descrive Clarus e il dogcow. Technote 1031.
- L'ingegnere dell'Apple  Brian Bechtel aveva creato una pagina web nel sito Apple degli sviluppatori sito ADC, ma questa pagina non è più disponibile da quando il sito ADC è stato riorganizzato. Comunque è disponibile una pagina analoga che parla del dogcow sul sito Dogcow Shrine.